# الإمارات موتوربلكس
الإمارات موتوربلكس هو نادٍ يهتم برياضة السيارات تأسس عام 1999 في دولة الإمارات العربية المتحدة وبالتحديد في إمارة أم القيوين، يحتضن سباقات السيارات والدراجات النارية بكافة أنواعها. أشتهر النادي بتنظيم سباقات الدراج ريس والتي تحظى بشعبية كبيرة على المستوى المحلي والإقليمي وقد برز اسم الإمارات موتور بلكس في محافل عديدة. ويعتبر نادي الإمارات موتوربلكس أول نادٍ متخصص في سباق السيارات في دولة الإمارات العربية المتحدة.
كان يطلق على النادي سابقاً اسم نادي الإمارات لسباق السيارات والدراجات النارية إلا أنه وفي الآونة الأخيرة تم تغيير الاسم نتيجة التطورات المتلاحقة والسمعة العالية التي اكتسبها مجلس الإدارة وسط استراتيجية هادفة تخطت الحدود الإقليمية لتنتقل إلى القارة الأسترالية وإلى جنوب أفريقيا حيث وقعت مذكرات تفاهم مع أشهر مجمعات السيارات في العالم. وكانت منطقة الخليج أخر محطة تعاون حرص النادي على توثيقها مع حلبة البحرين الدولية.
يقدم النادي عبر السباقات التي ينظمها طيلة العام وسائل وخدمات متنوعة للمتسابقين وللجمهور إضافة إلى المزايا التي يتمتع بها الأعضاء في خطوة تهدف إلى دعم رياضة السيارات وعشاق هذه الرياضة.

## رؤية المؤسس: الشيخ مروان بن راشد المعلا
منذ أن تبادرت الفكرة في ذهني لم أتردد في تحويلها إلى واقع عبر إنشاء نادي الإمارات موتوربلكس الذي دعم هذه الرياضة الجميلة وساهم في خلق جو رياضي ممتع وأمن في الوقت ذاته ولم يقتصر طموحي فقط على دعم رياضة السيارات والدراجات النارية في الدولة بل أنظر إلى تفعيل وتعزيز دورها على المستوى العالمي خاصة وأن دولة الإمارات قد حققت تطورات شاملة في كافة المجالات.

## الهدف
عدم ممارسة هذه الهواية في الطرق العامة التي تعرضهم وتعرض الأخرين للخطر وحثهم على المشاركة في المضامير المخصصة والانضمام ضمن فريق الإمارات موتربلكس لاكتشاف مواهبهم وتأهيلها لخوض السباقات المحلية والدولية وذلك من أجل الخروج بنتائج إيجابية تنعكس أثارها على سمعة الدولة في جميع المحافل مع التركيز على تقديم أكثر الخدمات تطورًا ورقيًا والحرص على توفير كافة وسائل الراحة والسلامة للمتسابقين.

## الحلبات
يوجد بالإمارات موتوربلكس العديد من حلبات سباق السيارات والدارجات النارية ومن أهمها حلبة الدراج ريس التي تعد أول حلبة دارج ريس تم إنشاؤها في دولة الإمارات العربية.
- حلبة الدراج ريس Drag Race

طول الحلبة 1200 متر عبارة عن ربع ميل وهي مسافة السباق والباقي هو منطقة للأمان تسمح للسيارات أو الدراجات المشاركة بالتوقف بعد قطع خط نهاية السباق.
- حلبة الموتوكروس Motocross

طول الحلبة 1500 متر تقام عليها سباقات الدراجات النارية المعروفة باسم الموتوكروس وهي حلبة رملية.
- حلبة الاستعراض والدرفت Drift and Freestyle

هي عبارة عن منطقة بطول 120 متر وعرض 120 متر تقام عليها سباقات درفت السيارات واستعراض سيارات الدفع الرباعي. 

### حلبة الدراج ريس الرملي Sand Drag Race
حلبة رملية تقام عليها سباق سيارات ودراجات الدفع الرباعي المعرفة باسم الدرج ريس الرملي.

### حلبة السولو ريس Solo Race
هي حلبة بطول 8 كيلو متر وهي فكره مصغره للراليات والهدف منها تخريج متسابقين جدد في مجال الراليات.

### حلبة الاتوكروس Autocross
تم انشائها عام 2015 عبارة عن 1100 متر وتم استضافة فرق من المجر في الافتتاح التجريبي للحلبة وهي المشروع الأول لاستضافة الاتوكروس الاوربي لدولة الإمارات العربية المتحدة.